# Агностички атеизам
Агностички атеизам (понекад називан и атеистички агностицизам) је становиште у филозофији религије које у себи садржи и елементе атеизма и елементе агностицизма. Агностички атеисти су атеисти зато што не верују у постојање било ког божанства, а агностици су зато што, услед недостатка било каквих математичких или емпиријских доказа или конклузивне филозофске аргументације, сматрају да постојање или непостојање било ког божанства није могуће доказати или да тренутно не може да се докаже. Агностички атеисти су контрастни у односу на агностичке теисте (или теистичке агностике), који верују у постојање једног или више божанстава, али, баш као и агностички атеисти, такође услед недостатка било каквих математичких или емпиријских доказа или конклузивне филозофске аргументације, сматрају да постојање или непостојање било ког божанства није могуће доказати или да тренутно не може да се докаже. И једни и други експлицитно или имплицитно прихватају Кантов закључак о антиномичности питања постојања божанства, на којој темеље свој агностицизам, с тим да се једни опредељују за веровање, а други за неверовање у постојање божанства, односно божанстава.